# Öggestorps kyrka

Öggestorps kyrka är en kyrkobyggnad i Öggestorp i Växjö stift. Den är församlingskyrka i Rogberga-Öggestorps församling och är en av Sveriges få centralkyrkor. Kyrkan i Öggestorp ritades 1876 av Per August Petersson, och byggdes av Anders Pettersson och Witting 1882-1883.

## Kyrkobyggnaden
Den gamla kyrkan hade vid mitten av 1800-talet blivit för liten, så den revs för att ge plats åt en ny, endast diverse inventarier behölls ifrån den äldre kyrkan, samt den äldre kyrkans torn. De var önskemålet att kunna behålla tornet och att bygga en centralkyrka. Drivande för byggande av ny kyrka var bland annat major Carl Ribbing, som införskaffade en ritning från byggmästaren Anders Pettersson på en åttkantig kyrka, på grund av att en sådan släpper in mycket ljus och har god akustik vid predikan. Byggmästaren Pettersson beräknade predikstolens placering fel, vars placering var bakom och ovanför altartavlan, så att prästen stod så högt att predikanten varken syntes eller hördes. Denna blev senare ersatt av den gamla kyrkans renässanspredikstol som placerades på vänster sida om koret. Kyrkan är ekonomiskt byggd, bortsett från pelarna som är smala gjutjärnskolonner. Kyrkan invigdes av biskop Johan Andersson.
Gjorda fynd
Vid rivningen av den gamla sjuhundraåriga byggnaden fann man i en av murarna en fragmentarisk påse innehållande 3000 mindre silvermynt från Erikska och Sverkerska tiden. Två ätter som kämpade om kungamakten 1130-1250.. Även fanns under en flyttad sten invid dåvarande vapenhuset en murad grav med två okända personer. Det kvinnliga skelettet hade en lång fläta och klädd i en strumpa som inte blivit förstörd genom århundradena.

## Inventarier
- Dopfunt i  sandsten  från 1100-talet   prydd med djurornament.
- Altaruppsats   troligen utförd under 1700-talet   med motiv: Kristus på korset.
- Predikstol  från 1600-talet  i renässans  med skulpturer av Kristus och evangelisterna.

### Orgel
- Den nuvarande orgeln byggdes 1884 av Carl Johannes Carlsson, Virestad och är en mekanisk orgel. Den renoverades och omdisponerades 1957 av Bernhard Svensson, Oskarshamn.

| Huvudverk I     | Svällverk II        | Pedal      | Koppel    |
| Borduna 16´     | Flüte harmonique 8´ | Subbas 16´ | I/P       |
| Principal 8´    | Flüte octaviante 4´ | Oktava 4´  | II/P      |
| Gedackt 8´      | Blockflöjt 2´       | Flöjt 4´   | II/I      |
| Oktava 4´       | Sesquialtera 2 chor |            | I 4'/I    |
| Flöjt 4'        | Crescendosvällare   |            | II 16'/II |
| Oktava 2'       |                     |            |           |
| Cornett 3 chor' |                     |            |           |
| Mixtur 3 chor'  |                     |            |           |